# Секундарна добит
Секундарна добит је изведена и споредна корист од болести, на основу манипулације широм и ужом социјалном околином. У секундарну добит убрајају се све привилегије и бенефиције које неуротичар остварује на основу умишљене или стварне болести (већа пажња, сажаљење, одсуство са посла, предност у коришћењу ресурса породичних вредности и сл).
Психоаналитичари сматрају да се неуроза може објаснити као „аранжман” чија је главна сврха обезбеђивање секундарне добити. Психоаналитичари, међутим, објашњавају да секундарна добит не ствара, него само, накнадно, учвршћује већ формирану неурозу.